# 越前松島水族館

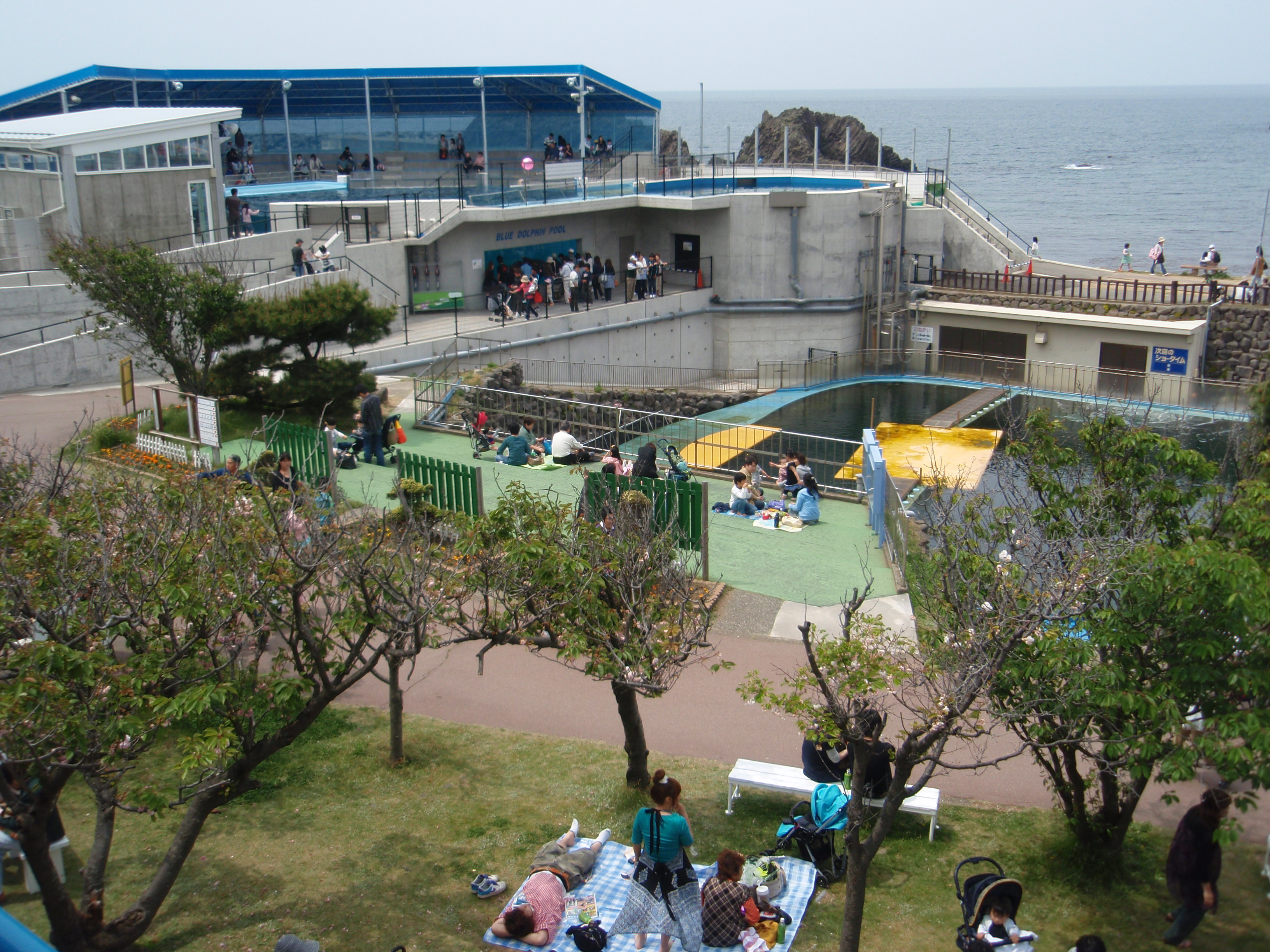
展望台から2つのイルカプールと越前海岸を望む

越前松島水族館（えちぜんまつしますいぞくかん、ECHIZEN MATSUSHIMA AQUARIUM）は、福井県坂井市三国町崎にある水族館。1959年開館。景勝地東尋坊にほど近く、施設全体が越前加賀海岸国定公園の内部にある。
なお、2015年に閉館した宮城県宮城郡松島町のマリンピア松島水族館とは無関係である。

## 概要
展示内容など詳細は、公式サイトの館内案内図・パンフレットなどを参照。

### 展示内容
「みて・ふれて・楽しく学べる水族館」をテーマに掲げ、生物と来館者の距離の近さ、生物との触れ合いを重視した展示に特徴がある。大規模な隔壁が少なく、非常に近い位置から生物を観察できるほか、下記のようなイベントを恒常的に行っている。
- カマイルカ・ゴマフアザラシとのふれあい
- ミズダコ・サメ類・エイ類・棘皮動物等のタッチプール展示
- ケヅメリクガメ・アオウミガメへの給餌
- フンボルトペンギン・オウサマペンギンの散歩[4][5]

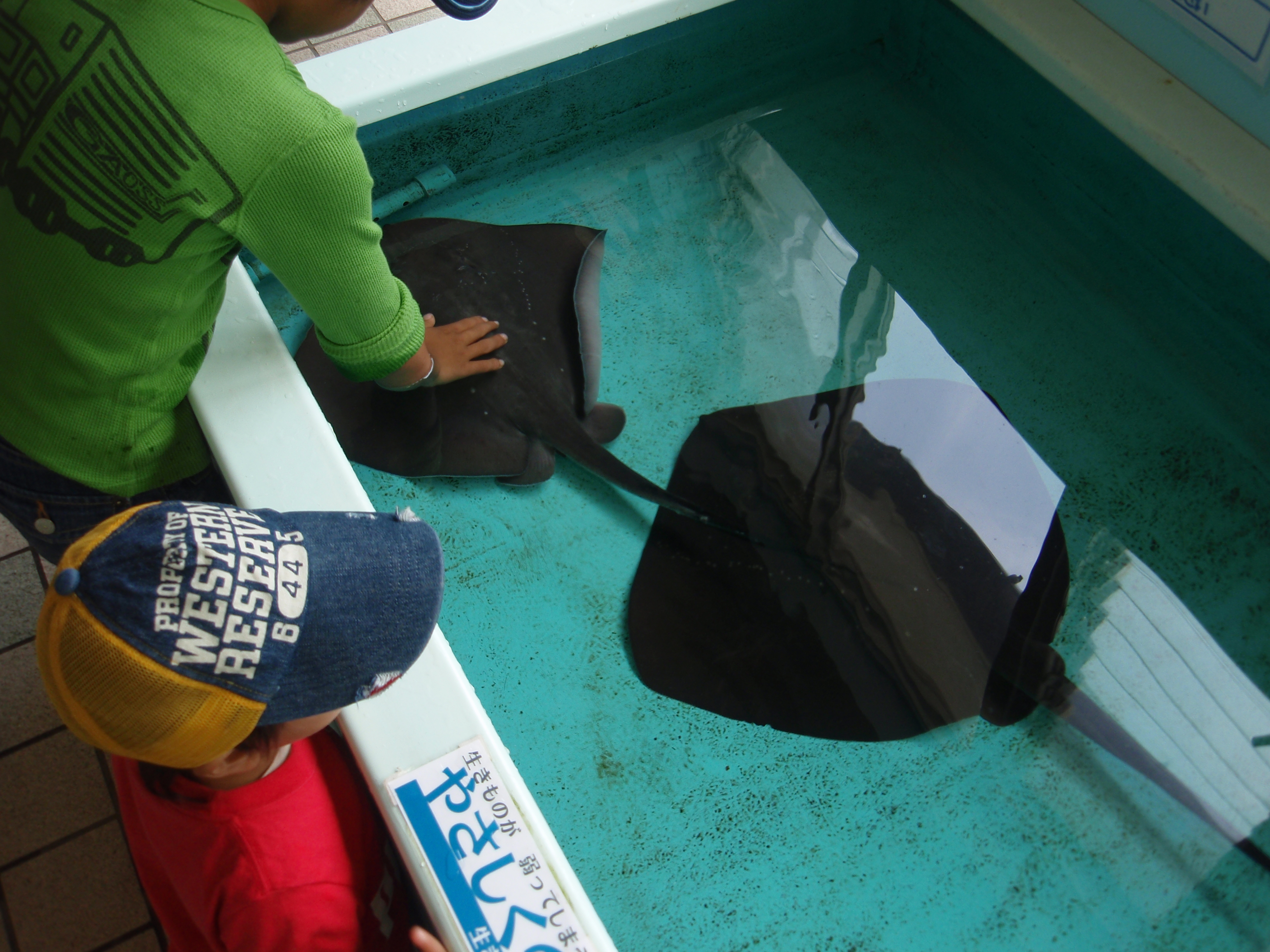
ふれあい館でのホシエイの展示
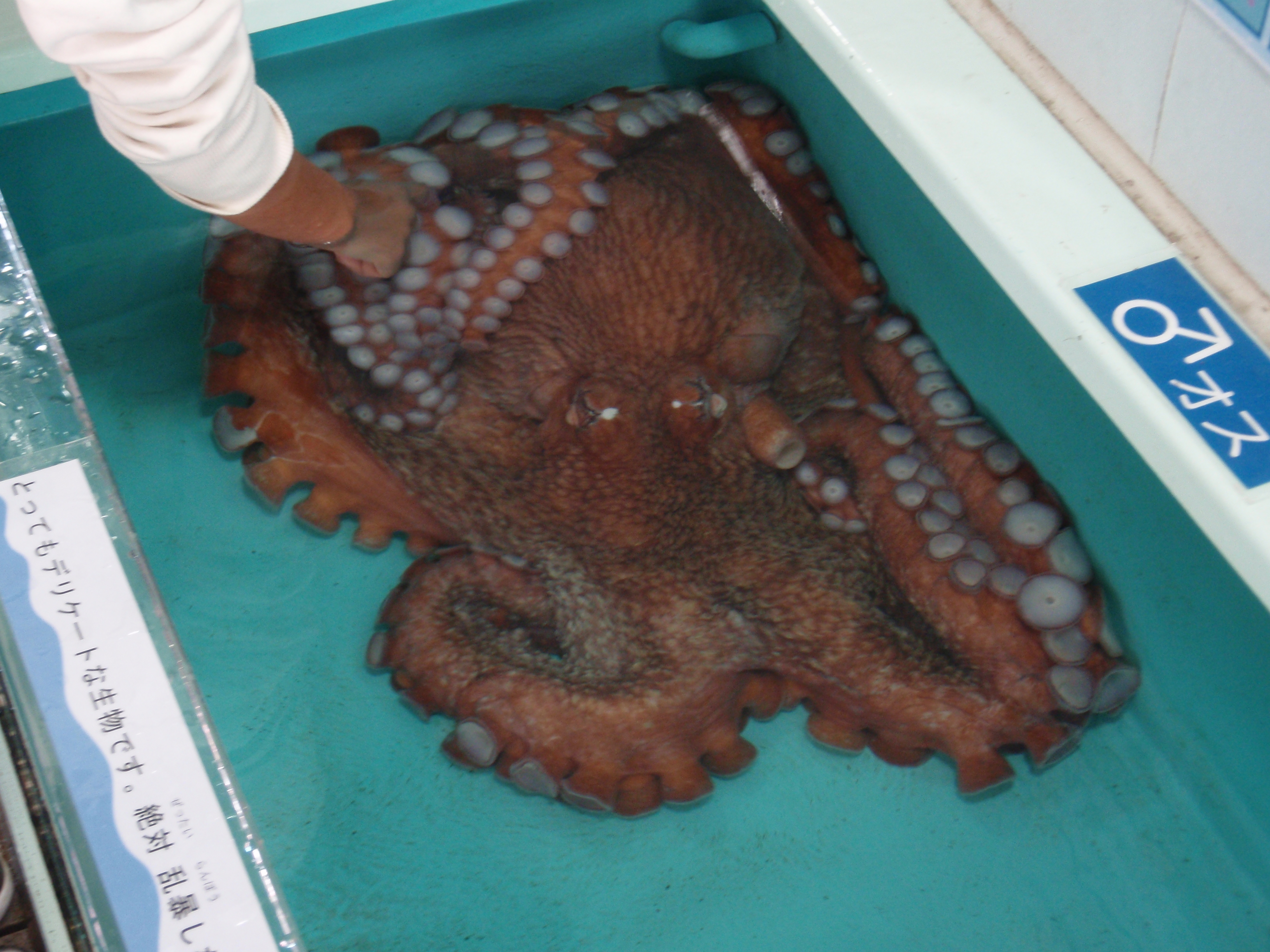
ふれあい館のミズダコ
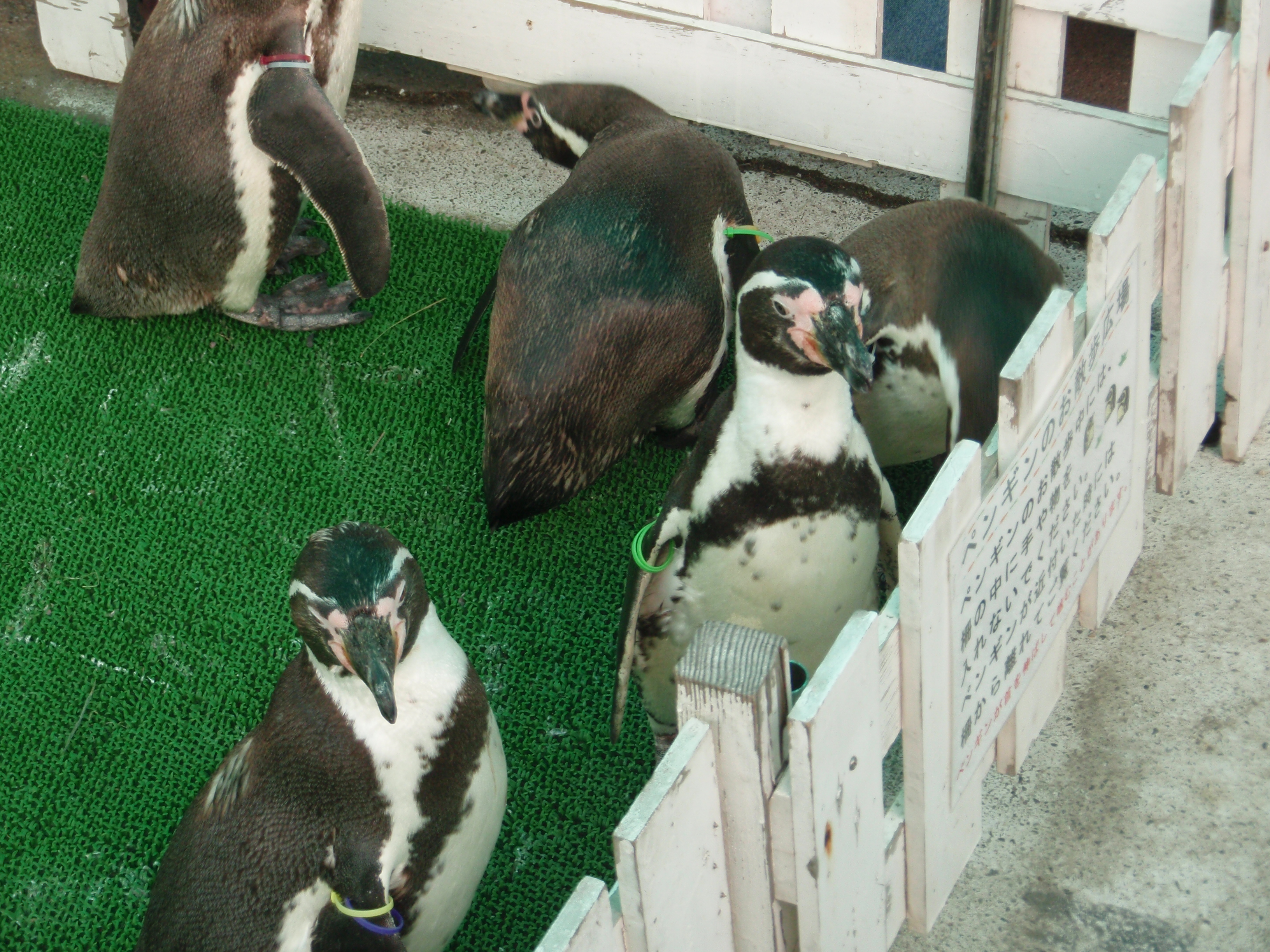
フンボルトペンギンの散歩

また、施設の奥はそのまま日本海に繋がっており、岩場での磯遊び体験も可能である。付近の砂浜での地引網体験も行っている。

### 運営
運営母体は京福電気鉄道系列（京福グループ）の三国観光産業。水族館のほか、三国競艇場の施設運営・東尋坊温泉の三国観光ホテルでのホテル経営・活魚販売等を手掛けており、展示生物の一部もこの活魚販売のルートを活かして補給されている。

## 主な展示生物

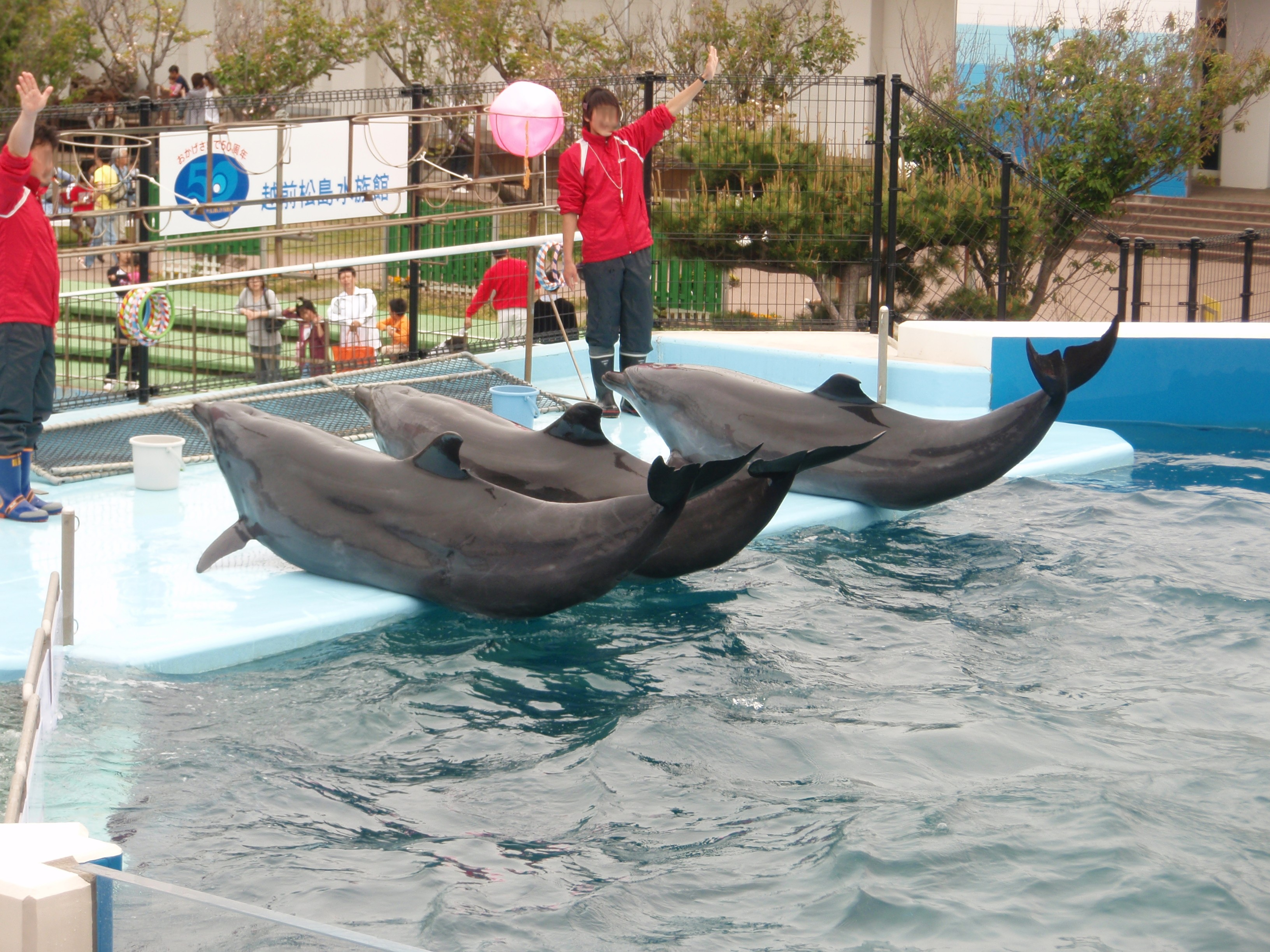
ハンドウイルカのショー

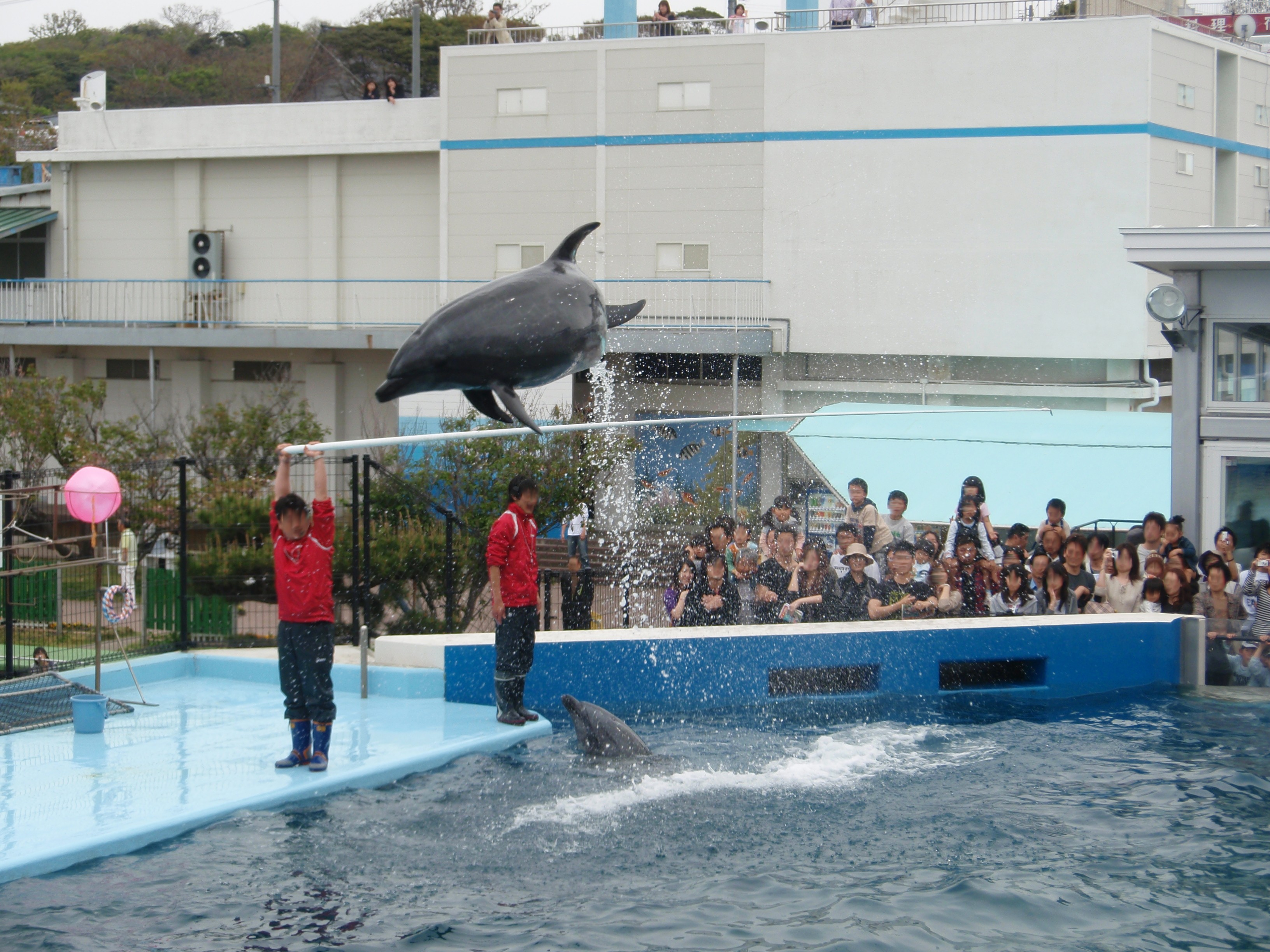
同じくイルカショーより

哺乳類
ハンドウイルカ、カマイルカ、ゴマフアザラシ、コツメカワウソ等
鳥類
キングペンギン、フンボルトペンギン、イワトビペンギン、フラミンゴ等
爬虫類
アオウミガメ、アカウミガメ、ケヅメリクガメ、ワニガメ等
両生類
コバルトヤドクガエル、アフリカツメガエル、メキシコサラマンダー等
硬骨魚類
マンボウ、キハッソク、コンペイトウ、ドクターフィッシュ等
軟骨魚類
アカエイ、ホシエイ、ドチザメ、ホシザメ等
無脊椎動物
ミズダコ、ズワイガニ、クリオネ、カブトガニ、エチゼンクラゲ等

## 利用情報
- 開館時間

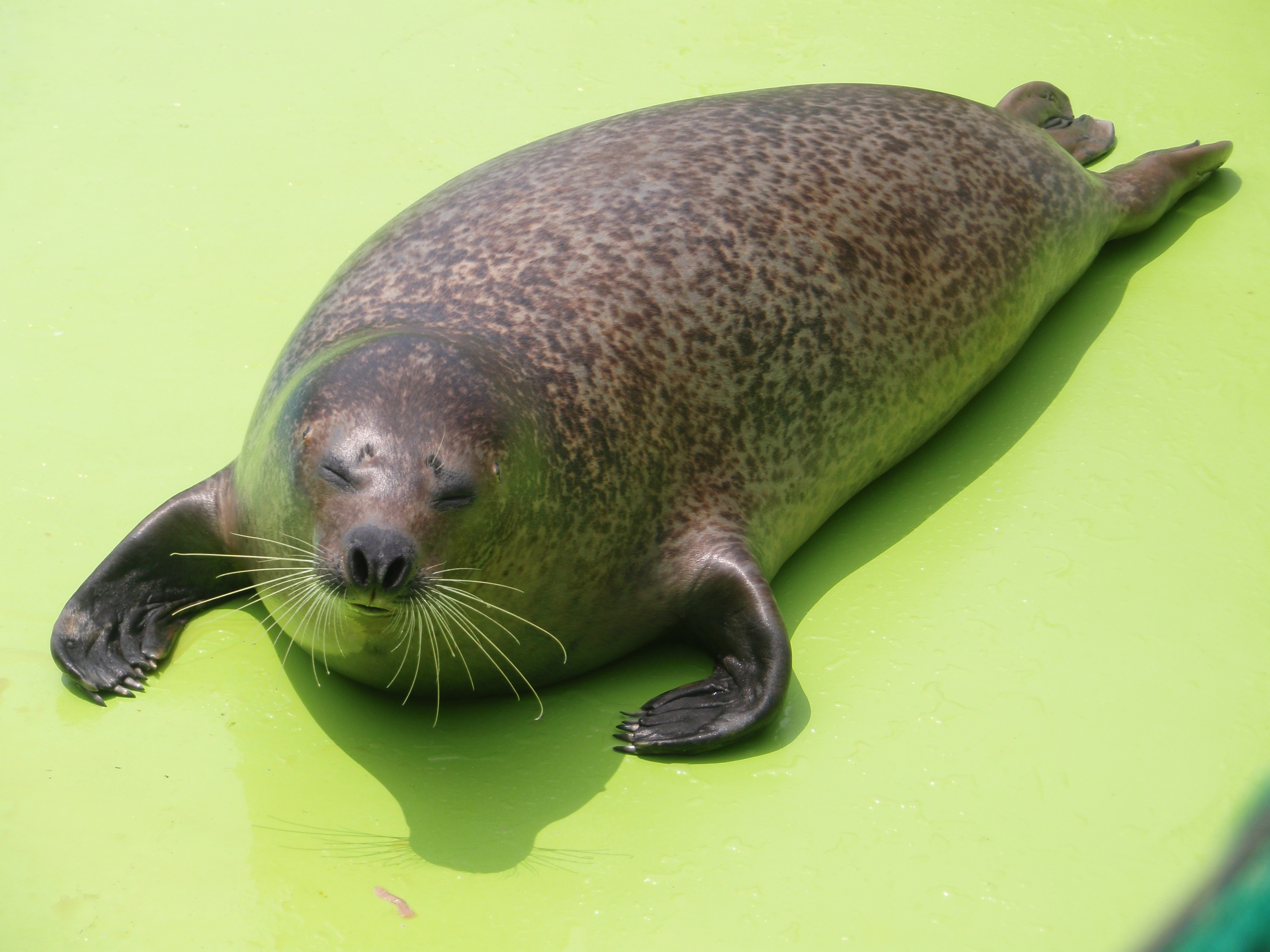
ゴマフアザラシ

  - 9:00 - 17:30（夏季9:00 - 22:00、冬季10:00 - 16:30）
- 休館日
  - 年中無休
- 交通アクセス
  - 鉄道 - 北陸新幹線・ハピラインふくい線 芦原温泉駅から京福バスで30分
  - 道路 - 北陸自動車道金津ICから20分